# Campephilus magellanicus
El carpintero negro, gallo del monte o picamaderos de Magallanes (Campephilus magellanicus) es una especie de ave piciforme de la familia de los pájaros carpinteros (Picidae). Habita los bosques andino-patagónicos de Chile y Argentina. Esta especie está emparentada con Campephilus imperialis del hemisferio norte.

## Descripción
El Carpintero negro mide entre 35 y 45 cm de longitud. Los machos de esta especie pesan entre 312 y 363 gramos, mientras las hembras pesan entre 276 y 312 gramos. En su área de distribución esta especie es inconfundible. Tiene una distribución alopátrica con las otras tres especies que habitan Argentina.

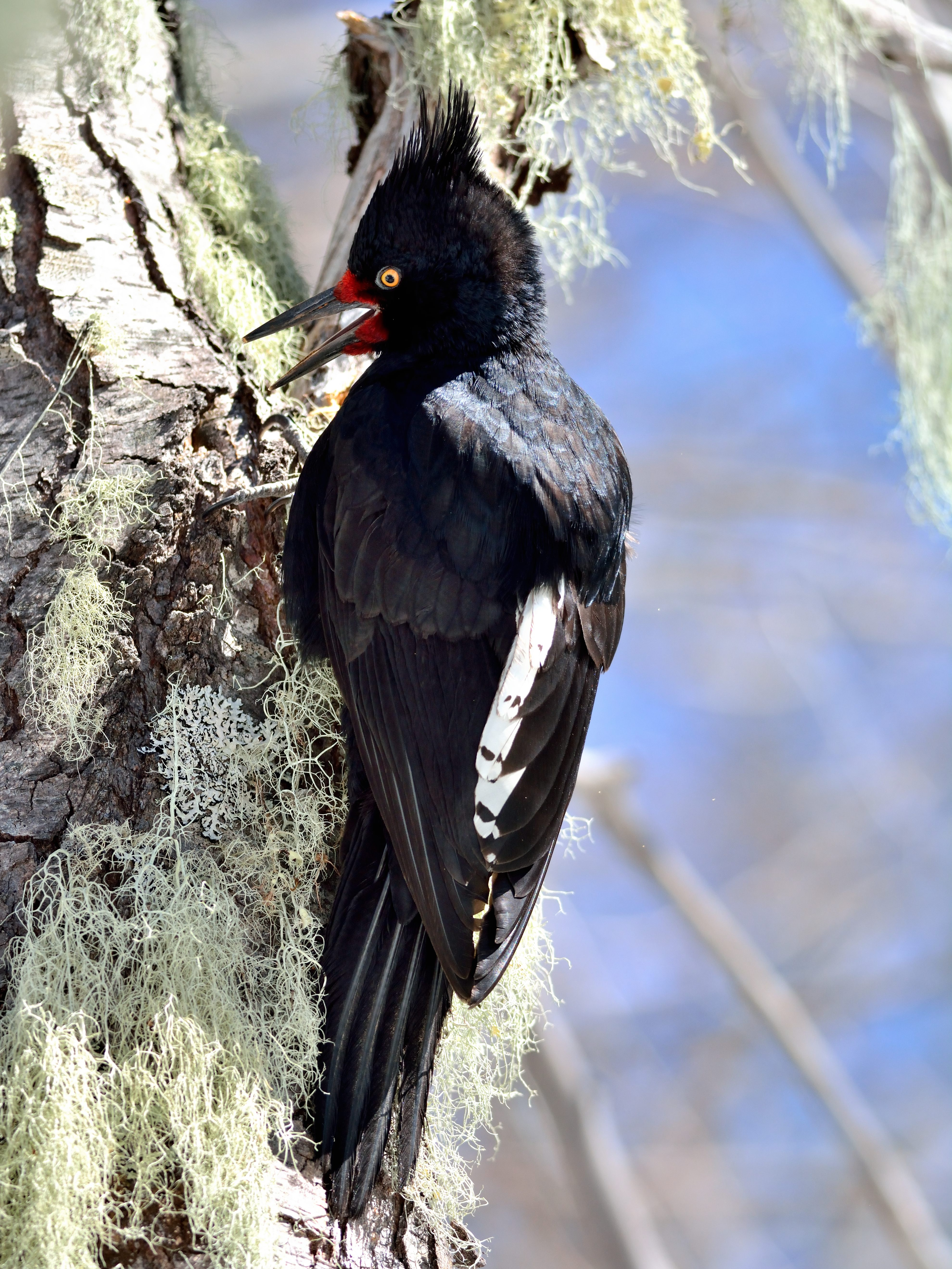
Carpintero Negro Hembra

Es el pájaro carpintero más grande de América del Sur y uno de los pájaros carpinteros más grandes del mundo. Entre las especies que se sabe que existen, sólo el pájaro carpintero pizarroso (Mulleripicus pulverulentus) y algunos miembros del género Dryocopus tienen un cuerpo más grande. Con la probable extinción del pájaro carpintero imperial y de pico de marfil (Campephilus imperialis y principalis), el pájaro carpintero magallánico es la especie viva más grande del género Campephilus.
Esta especie es principalmente de color negro, con toques de blanco en las alas y un pico gris en forma de cincel. Los machos tienen la cabeza y la cresta carmesí, mientras que las hembras tienen la cabeza principalmente negra con una área roja cerca de la base del pico. Los carpinteros negros jóvenes se parecen a las hembras, con la diferencia de que su cresta es más pequeña y tienen un tinte más marrón en su plumaje.
Como muchas especies de carpinteros, golpea los árboles fuerte y con un ritmo de dos golpes.

## Hábitat
Los carpinteros negros requieren de bosques antiguos, con árboles adultos y gruesos que permitan la excavación de su cavidad para poder hacer nidos a una altura de 8 metros respecto al suelo. Generalmente se encuentran en bosques australes, bosques maduros de Araucaria y Nothofagus o bosques templados de Chile y Argentina.

## Comportamiento

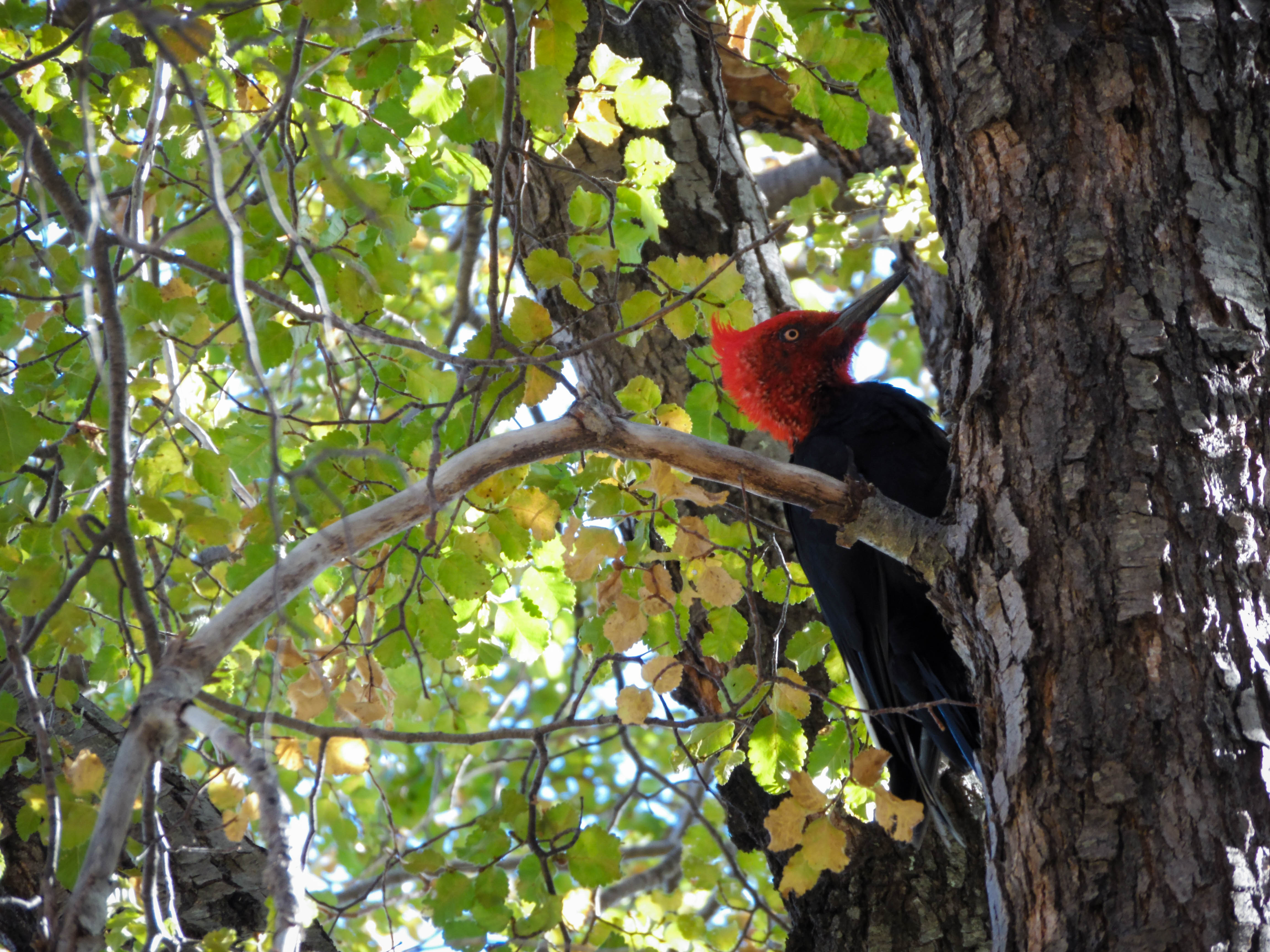
Carpintero negro en la Reserva Nacional Altos de Lircay.

#### Alimentación
Se alimenta principalmente de larvas perforadoras de madera (Coleoptera y Lepidoptera), también consume insectos adultos, arañas (Araneae), frutas, savia e incluso pequeños vertebrados como lagartijas, huevos y polluelos de aves pequeñas.

#### Reproducción
Crían de octubre a noviembre con un período de incubación entre 18 y 21 días. Las hembras suelen poner de 1 a 2 huevos blancos y las crías permanecen en el nido entre 41 y 48 días antes de volar. Además, ambos sexos participan en la incubación, el macho por la noche y la hembra durante el día.

## Ecología
Dentro de los depredadores que se conocen, se destacan las aves rapaces como el aguilucho chico o andino (Buteo albigula), aguiluchos (Geranoaetus polyosoma), peuquitos o esparveros australes (Accipiter chilensis) y traros o caranchos (Caracara plancus). Cuando no están anidando y se encuentran con estos depredadores, los carpinteros generalmente responden permaneciendo callados y quietos. Sin embargo, las aves rapaces suelen ser atacadas agresivamente durante la temporada de anidación.

## Estado de conservación
Actualmente, la especie figura como de menor preocupación, pero se han informado reducciones de población. En algunas provincias de Chile, los carpinteros negros están considerados en peligro de extinción dado que ha habido algunas pérdidas de bosques que afectan a esta especie. Tanto en Chile como en Argentina la especie está protegida de la caza.